# Jako
Pour l’article homonyme, voir Jako (chanson).
Jako est un équipementier sportif allemand fondé en 1989 par le Directeur Général actuel, Rudi Sprügel, à Stachenhausen en Allemagne. Stachenhausen se situe entre les rivières JAgst et KOcher qui ont donné leurs premières lettres au nom de la société. Jako AG a déménagé en 1992 vers l’actuel site à Mulfingen. Jako fournit également à l’étranger depuis 1996 : l’Autriche et la Suisse ; le Benelux, la France et les pays scandinaves en 1998, avant se lancer sur le marché mondial en 1999. Jako USA a été fondée en 2004 et Jako ASIA en 2006.

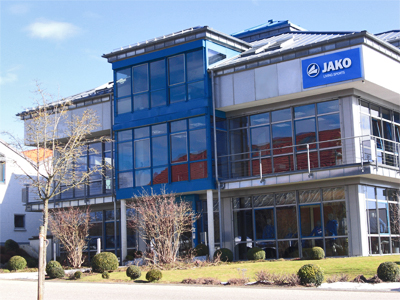
Le siège de l'entreprise

Aujourd'hui 160 personnes travaillent pour Jako International.
L'équipementier allemand propose essentiellement des tenues (Maillots, shorts, chaussettes, survêtements) aux clubs de football, de handball, de volley et d'athlétisme. Il se présente comme un concurrent direct d'Adidas dans les pays d'Europe du Nord (Allemagne, Belgique et Pays-Bas) et vise à agrandir son marché afin de faire mieux connaitre sa marque et ses produits. L'entreprise équipe, entre autres, des clubs professionnels de football comme le VfB Stuttgart, le 1. FSV Mayence 05, le Royal Antwerp FC ou encore le Riga FC ainsi que des équipes nationales de football comme l'Équipe de Macédoine du Nord de football, l'Équipe de Jordanie de football ou encore l'Équipe d'Ouzbékistan de football.